# Antonín Marek

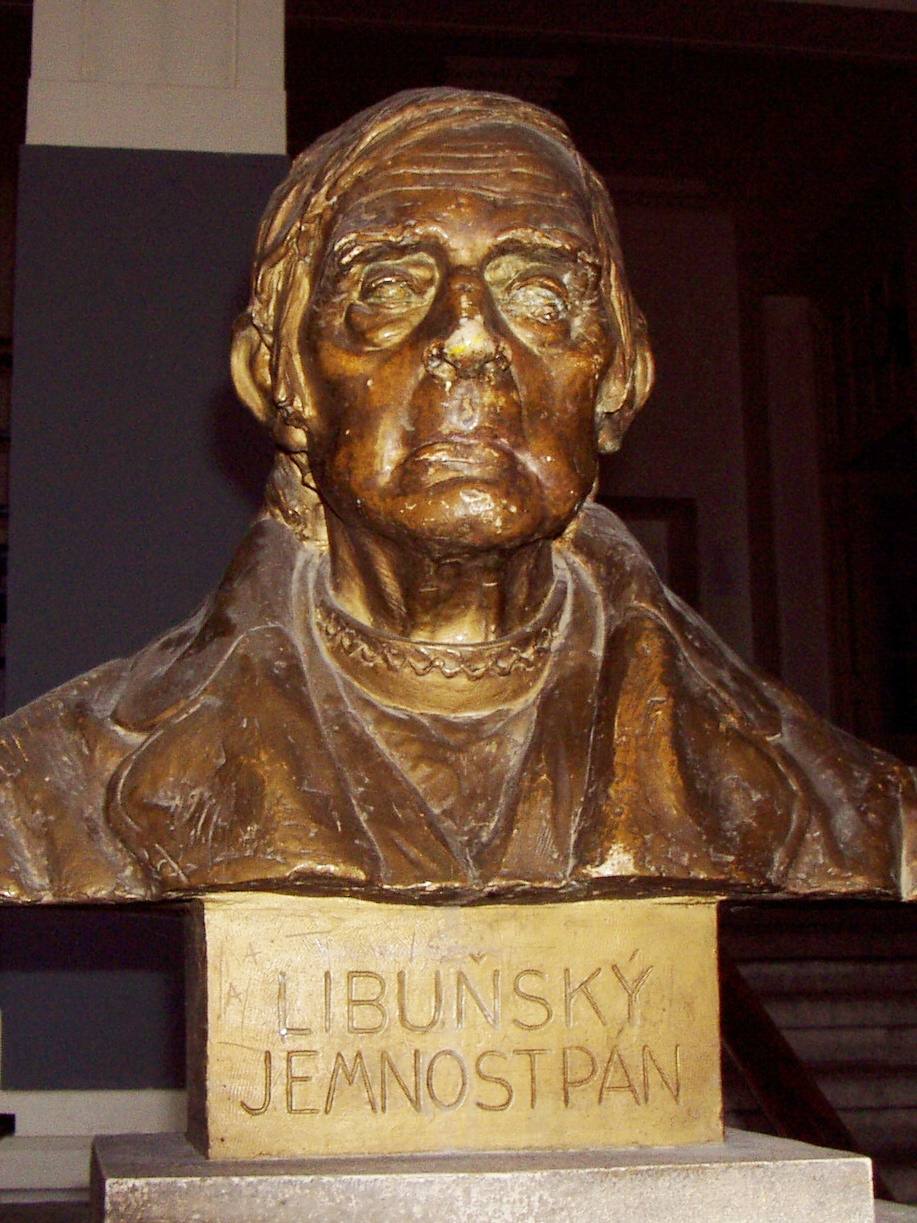
Popiersie Antonína Marka

Antonín Marek (znany także pod pseudonimem Bolemír Izborský; ur. 5 września 1785 w Turnovie, zm. 15 lutego 1877 w Pradze) – czeski pisarz, poeta i tłumacz.

## Życiorys
Antonín Marek był synem kamieniarza. W jedenaste urodziny rodzice posłali go na naukę do klasztoru cysterskiego w Krzeszowie (niem. Grüssau, czes. Křesoboru) na Śląsku. W 1800 roku zmarł jego ojciec. Od 1801 roku, po ukończeniu szkoły średniej, studiował filozofię w Pradze. W latach 1804–1808 teologię w Litomierzycach. Tam zaprzyjaźnił się ze swoim nauczycielem Josefem Jungmannem, który od 1807 roku rozpoczął współpracę naukową z Markiem. W przedmowie do swojego Słownika czesko-niemieckiego Jungmann podkreślał udział Marka, który miał możliwość redagowania i dodawania nowych słów.
Po święceniach 1808 roku posługiwał w kilku miejscowościach. Jako wikary 1808/1890 w Rožďalovicach, w latach 1809–1813 w Libuni, od 1813 do 1815 w Hrubej Skale (jako administrator parafii) i w latach 1815–1820 w Tatobitach. W 1820 roku został proboszczem w Rovensku pod Troskami, a w 1823 roku wrócił do Libuni, gdzie pozostał aż do 1876 roku. Libuńska fara stała się jednym z centrów odradzającego się życia narodowego w kraju. W 1828 roku został powołany na dziekana, a w 1844 roku na wikariusza biskupiego.
Zaliczany do czołowych osobistości czeskiej edukacji. W latach 1844–1858 był szkolnym nadzorcą. Dzięki jego pracy szkolnictwo w Turnov osiągnęło wysoki poziom. Kładł nacisk na używanie pomocy naukowych, np. globusy. Starał się wprowadzić do szkół łacinę w miejsce używanego Kurrentschriftu. Przysłużył się najstarszej czeskiej bibliotece w Turnovie oraz poszerzył bibliotekę na plebanii w Libuni.
Pracował w Macierzy czeskiej (Matice česká) i Słowiańskiej Lipie (Slovanská Lípa), był członkiem komitetu czeskiego Muzeum Narodowego (Národní muzeum), należał do słowackiego Stowarzyszenia Literackiego i wspierał stowarzyszenia artystyczne Umělecká beseda, Svatobor i inne.
Pod koniec września 1876 r. wyjechał na odpoczynek do Pragi, gdzie po paru miesiącach zmarł. Został pochowany na Wyszehradzie.

## Twórczość
Marek wprowadził wiele słów, które są używane do dzisiaj. Razem z Jungmannem uporządkował również pisownię. Zasady zawarł w dziele Logika neboli Umnice (1820, opracowana 1844), w którym opracował kompletną terminologię filozoficzną i naukową, między innymi takie słowa jak: wiedza, przedmiot, powierzchnia, zakres, gatunek, opinia, hipoteza.
Swoje wszechsłowiańskie zainteresowania wyraził między innymi w 1833 roku w artykule dotyczącym Słowian, gdzie widział przyszłość narodu czeskiego w połączeniu się z Polakami i Rosjanami. Jako poetę można zaliczyć Marka do poprzedników Jana Kollára, gdyż wyrażał obawę o losy narodu czeskiego. Przełożył m.in. Schillera i Owidiusza, a 1823 roku opublikował Komedię omyłek Williama Shakespeare’a. Przełożył też wiele dzieł z języka rosyjskiego, głównie etnograficznych.

### Poezja
- Má vlasť, 1807 – poemat
- Marek Jungmannowi, 1814, 1820
- Píseň k pokoji – poemat
- Sebrané básně – tom poezji

### Hymny
- Prosba k Bohu v nouzi nynější
- Píseň za ourodu

### Ody
- Na Trosky

### Elegie
- U hrobu Fortunata Durycha
- Na hřbitově
- U hrobu mateře

### Dzieła filozoficzne
- Logika nebo umnice, 1820, opracowana 1844
- Základní filosofie. Logika. Metafysika, 1844 – pierwsze dzieło filozoficzne w języku czeskim

### Artykuły w czasopismach
- O smrti w Prvotiny, 1813
- V jakém jazyku v Čechách psáti náleží w Slovesnost, 1820
- Slovan w Jindy a nyní, 1833